# Cegonha-preta
A cegonha-preta (Ciconia nigra) é uma ave ciconiforme da família das cegonhas. Habita lagos, rios ou regiões alagadas rodeadas por densas florestas. A cegonha preta distribui-se, em Portugal, apenas pelas regiões mais interiores, inóspitas e isoladas. Os troços internacionais dos rios Douro, Tejo e Guadiana oferecem para esta espécie condições privilegiadas, sobretudo devido à fraca perturbação humana que aí se regista e à abundância de locais de nidificação.
É um animal fortemente migrante, exceptuando-se os espécimes da Península Ibérica que são residentes.

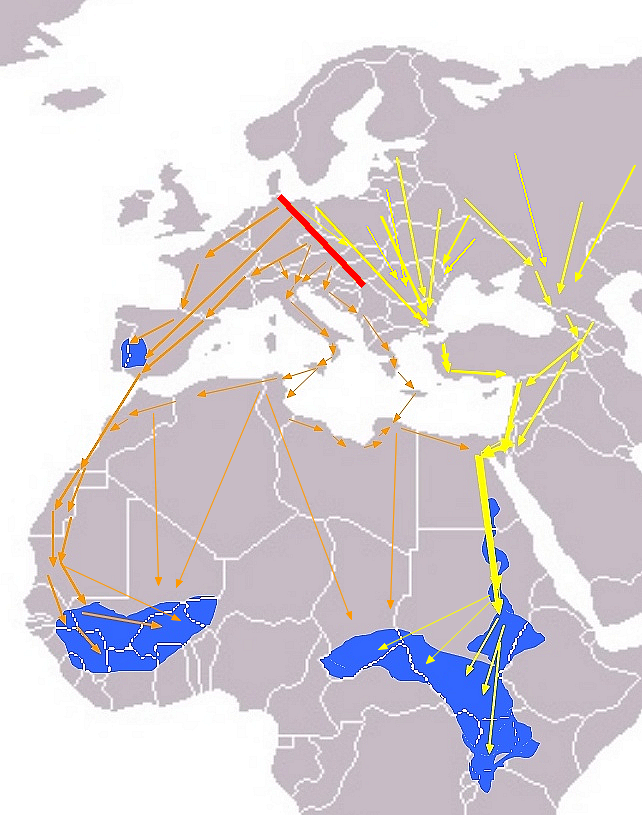
Linha vermelha: Limite da migração
Setas laranja: Migração ocidental
Setas amarelas: Migração oriental
Azul: Local invernação

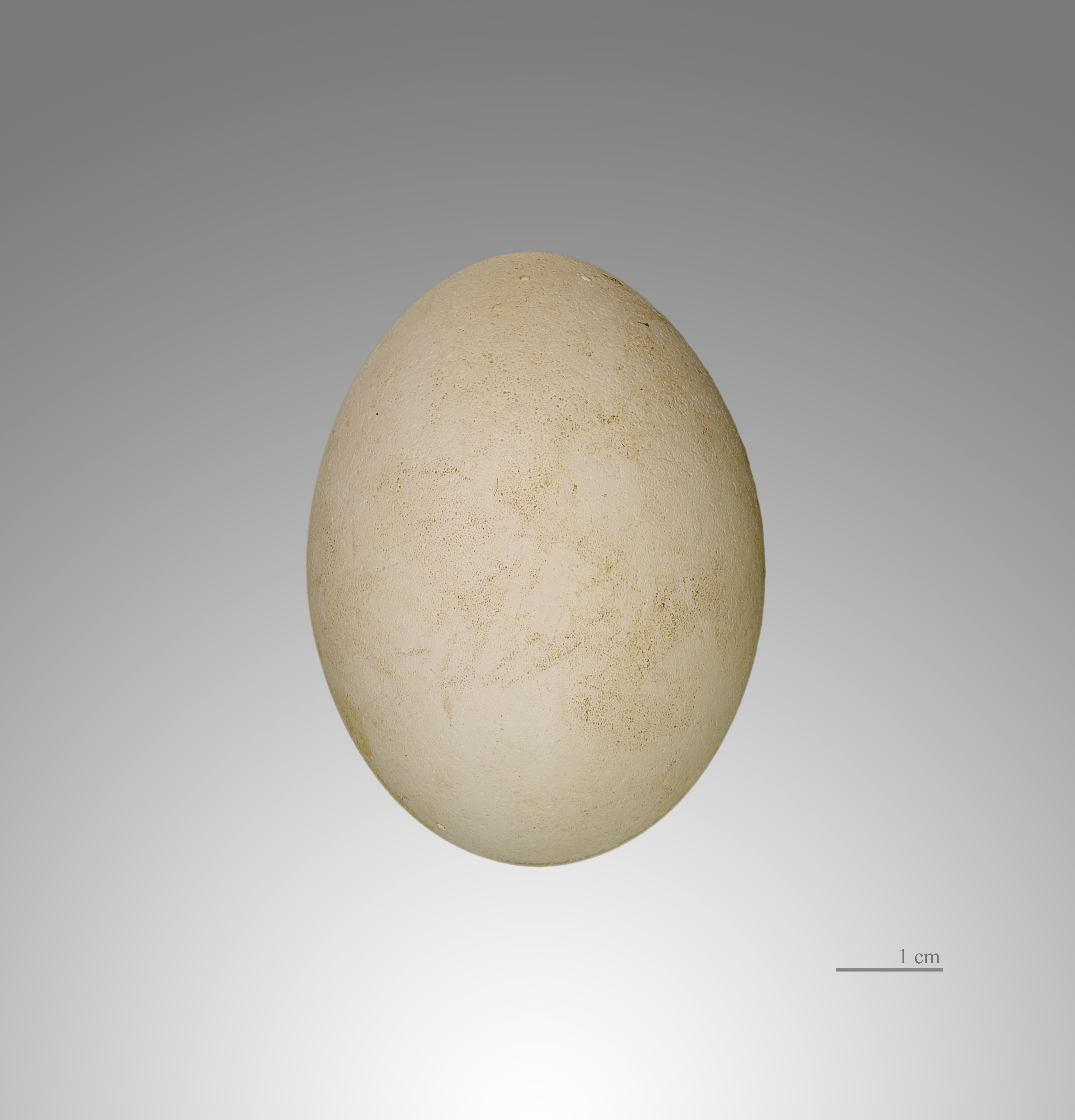
Ciconia nigra

## Morfologia
A cegonha-preta é ligeiramente menor que a cegonha-branca. Carateriza-se pela plumagem branca no ventre e negra com reflexos metálicos no dorso, na cauda, na cabeça e no pescoço. O bico e as patas, de cor vermelho vivo no adulto, são esverdeados e bastante mais claros nos juvenis. A sua plumagem escura e metálica pode, por vezes, refletir a luz do sol, fazendo-a parecer bastante clara ao longe.

## Alimentação
A sua alimentação é muito semelhante à da cegonha-branca. Inclui uma maior percentagem de peixe e outros seres aquáticos. O seu regime alimentar faz com que estas aves sejam extremamente úteis para a agricultura, pois comem inúmeros insectos e servem como controladores de possíveis pragas. A base da sua alimentação é constituída por crustáceos, anfíbios e pequenos peixes.

## Reprodução
A cegonha-preta chega da sua migração em Março, iniciando imediatamente a época de reprodução. Prefere fazer o ninho nas escarpas mais altas e afastadas da civilização humana ou nos ramos dos maiores pinheiros. A incubação dura vinte dias ou pouco mais.

## Estatuto de Conservação
Esta espécie encontra-se listada no Livro Vermelho dos Vertebrados de Portugal com o estatuto de Vulnerável. A nível mundial, é considerada pela IUCN uma espécie de estatuto Pouco Preocupante.